# Franck Engonga
Franck Engonga Obame (Libreville, 26 luglio 1993) è un calciatore gabonese, difensore svincolato.

## Carriera

### Club
Dal 2014 al 2015 gioca in Marocco; successivamente si trasferisce in Egitto.

### Nazionale
Ha giocato nelle nazionali giovanili gabonesi Under-20 ed Under-23.
Ha partecipato ai Giochi Olimpici di Londra 2012; nello stesso anno ha esordito in nazionale maggiore.

## Statistiche

### Presenze e reti nei club
Statistiche aggiornate al 26 agosto 2021.
| Stagione        | Squadra         | Campionato      | Campionato | Campionato | Coppe nazionali | Coppe nazionali | Coppe nazionali | Coppe continentali | Coppe continentali | Coppe continentali | Altre coppe | Altre coppe | Altre coppe | Totale | Totale |
| Stagione        | Squadra         | Comp            | Pres       | Reti       | Comp            | Pres            | Reti            | Comp               | Pres               | Reti               | Comp        | Pres        | Reti        | Pres   | Reti   |
| --------------- | --------------- | --------------- | ---------- | ---------- | --------------- | --------------- | --------------- | ------------------ | ------------------ | ------------------ | ----------- | ----------- | ----------- | ------ | ------ |
| 2015-2016       | El Gaish        | PL              | 28         | 1          | CE              | 1               | 0               | -                  | -                  | -                  | -           | -           | -           | 29     | 1      |
| 2016-2017       | El Gaish        | PL              | 27         | 0          | CE              | 2               | 0               | -                  | -                  | -                  | -           | -           | -           | 29     | 0      |
| 2017-2018       | El Gaish        | PL              | 27         | 0          | CE              | 0               | 0               | -                  | -                  | -                  | -           | -           | -           | 27     | 0      |
| 2018-2019       | El Gaish        | PL              | 25         | 0          | CE              | 0               | 0               | -                  | -                  | -                  | -           | -           | -           | 25     | 0      |
| 2019-2020       | El Gaish        | PL              | 22         | 0          | CE              | 5               | 0               | -                  | -                  | -                  | -           | -           | -           | 27     | 0      |
| 2020-2021       | El Gaish        | PL              | 15         | 0          | CE              | 1               | 0               | -                  | -                  | -                  | -           | -           | -           | 16     | 0      |
| 2021-2022       | El Gaish        | PL              | 0          | 0          | CE              | 0               | 0               | -                  | -                  | -                  | -           | -           | -           | 0      | 0      |
| Totale El Gaish | Totale El Gaish | Totale El Gaish | 144        | 1          |                 | 9               | 0               |                    | -                  | -                  |             | -           | -           | 153    | 1      |
| Totale carriera | Totale carriera | Totale carriera | 144        | 1          |                 | 9               | 0               |                    | -                  | -                  |             | -           | -           | 153    | 1      |

## Palmarès

### Club

#### Competizioni nazionali
- Supercoppa d'Egitto: 1

El Gaish: 2020

### Nazionale
- Coppa d'Africa Under-23: 1

Marocco 2011